# Александровка (Средигорный сельский округ)
Александровка (каз. Александровка) — село в Алтайском районе Восточно-Казахстанской области Казахстана. Входит в состав Средигорного сельского округа. Находится примерно в 31 км к юго-востоку от районного центра, города Алтай. Код КАТО — 634857200.

## Население
В 1999 году население села составляло 239 человек (114 мужчин и 125 женщин). По данным переписи 2009 года, в селе проживали 192 человека (93 мужчины и 99 женщин).